# Brasil Tennis Challenger 2024
Il Brasil Tennis Challenger 2024 è stato un torneo maschile tennis professionistico. È stata la 2ª edizione del torneo, facente parte della categoria Challenger 75 nell'ambito dell'ATP Challenger Tour 2024, con un montepremi di 80 000 $. Si è giocato dal 29 gennaio al 4 febbraio 2024 sui campi in terra rossa del Clube Cristóvão Colombo de Piracicaba di Piracicaba, in Brasile.

## Partecipanti

### Teste di serie
| Nazionalità | Giocatore                     | Ranking* | Testa di serie |
| ----------- | ----------------------------- | -------- | -------------- |
| Argentina   | Federico Coria                | 84       | 1              |
| Argentina   | Camilo Ugo Carabelli          | 139      | 2              |
|             | Ivan Gakhov                   | 177      | 3              |
| Argentina   | Santiago Fa Rodríguez Taverna | 206      | 4              |
| Italia      | Marco Cecchinato              | 216      | 5              |
| Italia      | Alessandro Giannessi          | 226      | 6              |
| Italia      | Edoardo Lavagno               | 238      | 7              |
| Argentina   | Juan Pablo Ficovich           | 251      | 8              |

* Ranking al 15 gennaio 2024.

### Altri partecipanti
I seguenti giocatori hanno ricevuto una wild card per il tabellone principale:
- Mateus Alves
- Eduardo Ribeiro
- Nicolas Zanellato

Il seguente giocatore è entrato in tabellone come alternate:
- Gerard Campana Lee

I seguenti giocatori sono passati dalle qualificazioni:
- Federico Agustín Gómez
- Alex Barrena
- Damien Wenger
- Kilian Feldbausch
- Daniel Dutra da Silva
- Gonzalo Villanueva

## Punti e montepremi
| Torneo    | Torneo              | V     | F     | SF    | QF    | 2T    | 1T  | Q | Q2  | Q1  |
| Singolare | Punti               | 75    | 44    | 22    | 12    | 6     | 0   | 4 | 2   | 0   |
| Singolare | Premi in denaro ($) | 9 880 | 5 820 | 3 450 | 2 000 | 1 165 | 720 | – | 360 | 185 |
| Doppio    | Punti               | 75    | 44    | 22    | 12    | –     | 0   | – | –   | –   |
| Doppio    | Premi in denaro ($) | 4 250 | 2 450 | 1 480 | 880   | –     | 500 | – | –   | –   |

## Campioni

### Singolare
Camilo Ugo Carabelli ha sconfitto in finale  Federico Coria con il punteggio di 7–5, 6–4.

### Doppio
Guido Andreozzi /  Guillermo Durán hanno sconfitto in finale  Daniel Dutra da Silva /  Pedro Sakamoto con il punteggio di 6–2, 7–6(5).